# Gmina Debar
Gmina Debar (mac. Општина Дебар) – gmina w zachodniej części Macedonii Północnej.
Graniczy z gminami: Mawrowo-Rostusza na północnym wschodzie, Kiczewo na południowym zachodzie z Centar Żupa, na zachodzie zaś graniczy z Albanią.
Skład etniczny
- 58,07% – Albańczycy
- 20,01% – Macedończycy
- 13,73% – Turcy
- 5,53% – Romowie
- 2,66% – pozostali

W skład gminy wchodzą:
- miasto: Debar;
- 17 wsie: Baniszte, Bomowo, Dolne Kosowrasti, Dżepiszte, Gari, Hame, Koniari, Kriwci, Mogorcze, Osoj, Otiszani, Raiczica, Selokukji, Spas, Tatar, Tatar Elewci, Trnanik.